# Patricio Cueva Jaramillo
Patricio Cueva Jaramillo (Cuenca, Equador, 28 de desembre de 1928 – 19 de maig de 2010), és un pintor i periodista equatorià.

## Biografia
Nascut a Cuenca, Província d'Azuay, fou un dels set fills del famós polític i professor Carlos Cueva Tamariz (1898-1991) i la seva esposa Rosa Esther Jaramillo Montesinos. El seu germà petit, Juan Cueva Jaramillo, és també polític i diplomàtic. Va estar casat amb la prima ballerina de Guayaquil Noralma Vera amb qui va tenir tres fills.
Estudià economia i ciències polítiques a París i Praga a finals dels anys 1940 i després es va casar amb l'aclamada ballarina de ballet Noralma Vera. Va treballar a Cuba, on va fer cursos de perfeccionament polític, fins al 1968 com a periodista al diari Granma on va conèixer el llavors jove periodista Gabriel García Márquez.

### Pintor
Com a pintor, els paisatges equatorians són el seu tema més recurrent. La seva última exposició va ser a Quito, al centre cultural de l'Alliance Française el juliol de 2007. Malgrat la seva gran amistat, i treball en conjunt a la Galeria Caspicara amb el pintor Eduardo Kingman i el seu germà Nicolás, el treball de Cueva no va ser influenciat per l'expressionisme de Kingman.